# Galläpplen

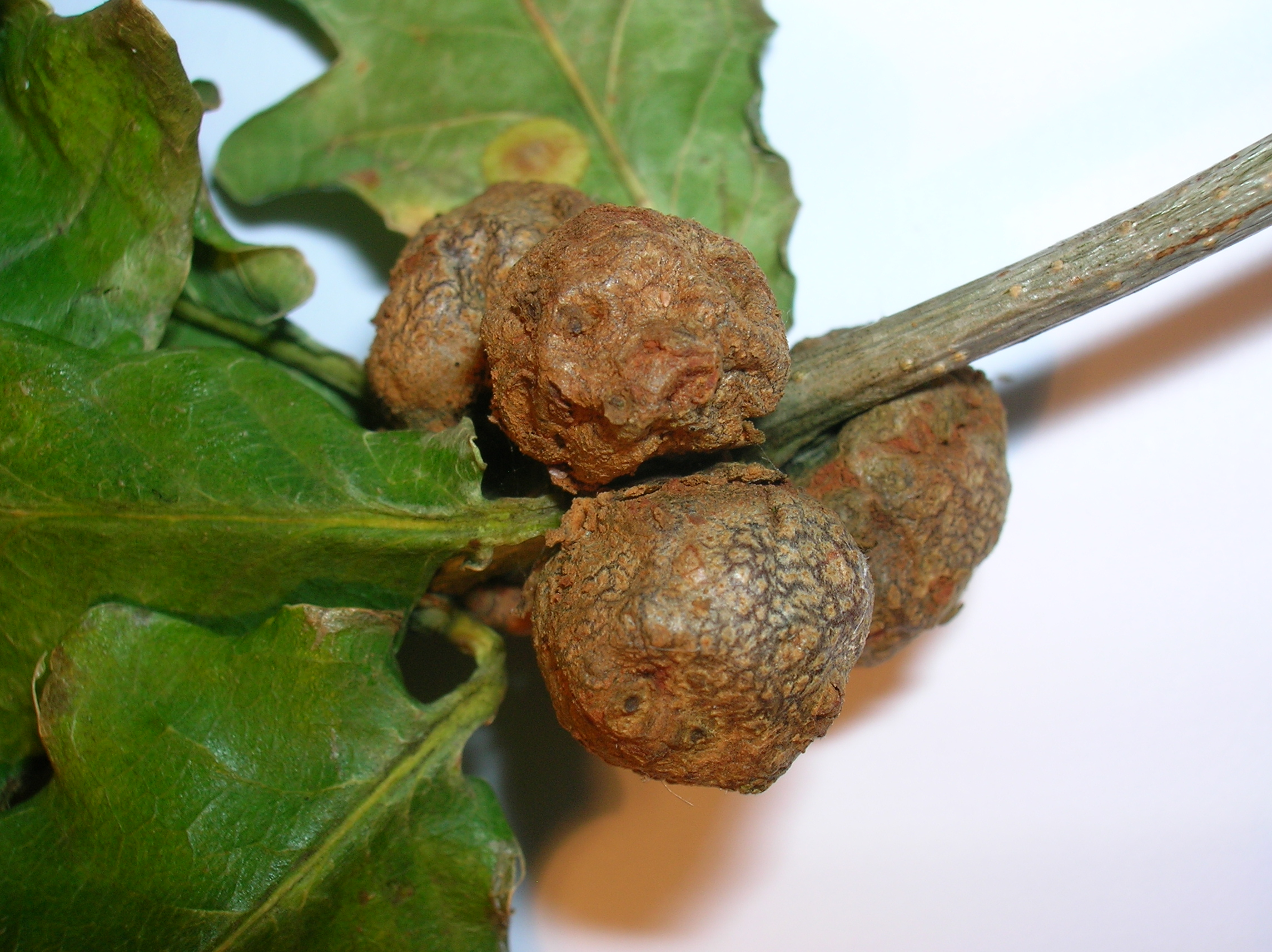
Galläpplen på ek

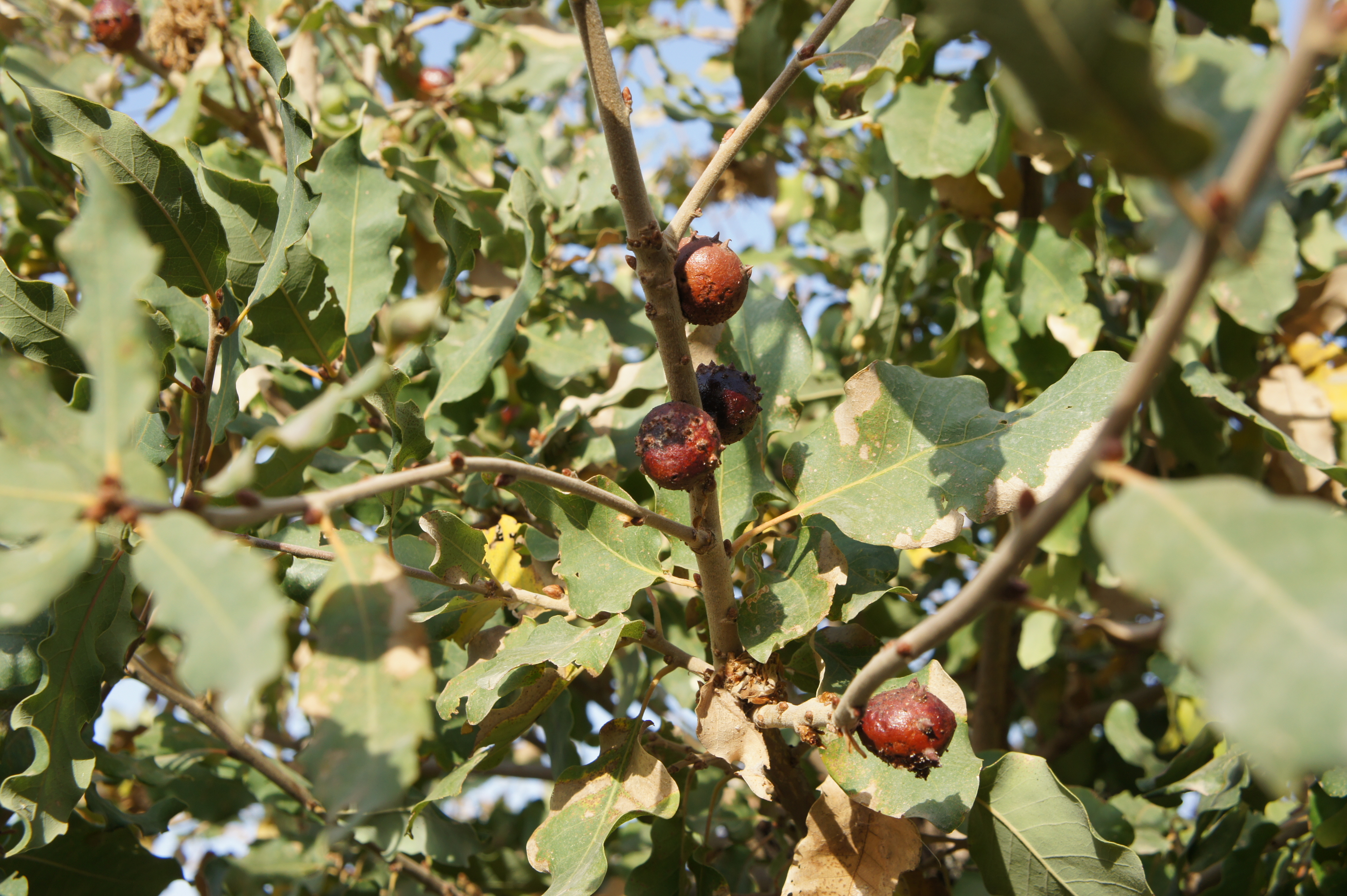
Galläpplen kan variera i färg och storlek, "mazi" eller "shekalor" (Andricus insanus) är röda och finns på galläppleeken i Kurdistan. "Galläpplebergen" (på kurdiska Çiyayê Mazî), i provinsen Mardin (Mêrdîn), är uppkallade efter dem.

Galläpplen, galla, är ett slags gallbildningar vanligen orsakade av steklar. En del av dessa bildningar har haft betydelse såväl för farmakologin som för industrin. De viktigaste av dessa s.k. galläpplen bildas på knoppar och grenar av galläppleeken, Quercus infectoria, och missbildningarna orsakas av vissa steklar. Men även andra djur, som t.ex. bladlöss, kan åstadkomma liknande bildningar, som även fått användning. Viktigast är dock de på eken förekommande gallorna.
Galläppleeken förekommer i de östligaste delarna av Medelhavsområdet och bort till Iran. Galläpplena orsakas genom stick av en stekel, som så småningom leder till bildning av oskaftade, klotrunda 1 – 1,5 cm stora ”äpplen”. I dessa finns en liten hålighet där stekelns larv utvecklas. För att vara av bästa kvalitet ska insamlingen ske så tidigt att insektslarven inte hunnit komma igång med sin utveckling. Insamlingen sker därför i augusti och september då galläpplena är mjuka och gröna. Vid den efterföljande torkningen blir de hårda och mörka till färgen. I torrt tillstånd är de tyngre, hårda med ett sprött brott. På grund av deras olika utseende skiljer man mellan olika kvaliteter. De bästa är svarta eller matt grönsvarta, varefter följer de grågrönaktig och de gulvita.
Med hänsyn till produktionsområdet skiljer man mellan asiatiska och europeiska galläpplen. De bästa är de levantiska som kommer från Aleppo, men också från Kurdistan, Mardien och Djarbekr kommer galläpplen för export.
Bland galläpplen orsakade av bladlöss märks pistaciagallor från olika arter av släktet Pistacia. Till dessa räknas också japanska och kinesiska gallor samt tamariskgalläpplen av släktet Tamarix, vilka kommer dels från Indien, dels från Marocko och Algeriet.

## Användning
Galläpplen har sedan gammalt kommit till användning på grund av större eller mindre halt av ett slags garvsyra, den s.k. galläpplegarvsyran. Hos de bästa sorterna kan halten uppgått till ca 70 %. På grund av garvsyrahalten har dessa gallor använts för framställning av bläck och för garvning av olika slag. Dessutom har de förr använts för medicinskt bruk, då garvsyran verkar adstringerande, en användning som ej längre förekommer. Galläpplen är idag ej registrerade i den svenska farmakologin.